# 滎陽郡
滎陽郡（けいよう-ぐん）は、中国にかつて存在した郡。晋代から隋代にかけて、現在の河南省中部に設置された。

## 概要
266年（泰始2年）、滎陽郡が立てられた。滎陽郡は司州に属し、郡治は滎陽県に置かれた。
晋のとき、滎陽郡は滎陽・京・密・巻・陽武・苑陵・中牟・開封の8県を管轄した。
南朝宋のとき、滎陽郡は京・密・滎陽・巻・陽武・苑陵・中牟・開封・成皋の9県を管轄した。
423年（泰常8年）、北魏が滎陽郡を奪った。495年（太和19年）、虎牢に東中府が置かれ、滎陽郡は東中府に属した。
東魏のとき、滎陽郡は北豫州に属し、滎陽・成皋・京・密・巻の5県を管轄した。
北斉のとき、滎陽郡は成皋郡と改称された。
北周のとき、成皋郡は滎州に属した。
581年（開皇元年）、隋により滎州は鄭州と改称され、成皋郡は鄭州に属した。583年（開皇3年）、郡制が廃止されると、成皋郡は廃止されて、鄭州に編入された。596年（開皇16年）、鄭州は管州と改称された。605年（大業元年）、鄭州の称にもどされた。607年（大業3年）に州が廃止されて郡が置かれると、鄭州は滎陽郡と改称された。滎陽郡は管城・汜水・滎沢・原武・陽武・圃田・浚儀・酸棗・新鄭・滎陽・開封の11県を管轄した。
621年（武徳4年）、唐が王世充を平定すると、滎陽郡は鄭州と改められた。